# Міхалевський Віктор Маркович
Віктор Міхалевський (8 липня 1972, Гомель) — Ізраїльський шахіст білоруського походження, гросмейстер від 1996 року.

## Шахова кар'єра
1990 року виступив у фіналі чемпіонату СРСР серед юнаків до 20-ти років, крім того 1991 року (вже під прапором Ізраїлю) поділив 11-те місце (разом із, зокрема, Віорелом Бологаном, Ганнесом Стефанссоном i Домініком Педзічем) на чемпіонаті світу серед юнаків до 20-ти років у Мамаї, а також здобув звання чемпіона Ізраїлю в тій самій віковій категорії (повторив цей успіх рік по тому). У наступних роках багато разів перемагав або ділив 1-ше місце у міжнародних турнірах, зокрема, в Тель-Авіві (у 1992, 1994, 1995, 1998 роках), Будапешті (1993, турнір First Saturday FS12 GM), Нетаньї (1993), Парижі (1995), Рішон-ле-Ціоні (у 1997 i 2000 роках), Дірені (1997, разом з Олександром Фінкелем i Є Жунгуаном), Фліссінгені (1998, разом з Михайлом Гуревичем i Шухратом Сафіним), Хогевені (1998, разом з Дімітрі Рейндерманом, Карелом ван дер Вейде i Ейнаром Геуселем), Андорра-ла-Вельї (2001, разом із, зокрема, Борисом Аврухом i Даніелем Кампорою), Сан-Паулу (2002, разом з Олегом Корнєєвим i Луїшем Галего), Сан-Сальвадор (2002, разом із, зокрема, Віталієм Голодом), Сан-Сальвадор (2003, разом із Сергіо Мінеро), Ашдоді (2003, відкритий чемпіонат Ізраїлю, разом з Вадимом Міловим, Сергієм Загребельним i Олександром Хузманом), Драммені (2004/05, разом з Матеушем Бартелем), Лейк-Джорджі (2005), Монреалі (2005), Шаумбургу (2006), Ашдоді (2006, разом з Емілем Сутовським, Артуром Коганом i Іллєю Сміріним), Коамо (2006, разом з Яаном Ельвестом), Кінг-оф-Прусії (2007, разом із, зокрема, Олександром Шабаловим i Євгеном Наєром), Кальвії (2007), Кюрасао (2007), Монреалі (2008, відкритий чемпіонат Канади, разом з Олександром Моїсеєнком, Едуардасом Розенталісом i Матьє Корнеттом). У 2014 році переміг на турнірі Unive Hoogeveen Chess Festival у Хогевені.
Увага: список успіхів неповний (доповнити від 2009 року дотепер).
1996 року поділив 1-3-тє місце (разом з Леонідом Юдасіним i Левом Псахісом) на чемпіонаті Ізраїлю, який відбувся в Єрусалимі, крім того в 1998 році здобув у Рамат-Авів звання віце-чемпіона країни, програвши у фіналі турніру за кубковою системою Еранові Ліссу. У 2014 році здобув у Беер-Шеві золоту медаль чемпіонату Ізраїлю в особистому заліку.
Неодноразово представляв Ізраїль на командних змаганнях, зокрема,:
- двічі на шахових олімпіадах (2006, 2010); медаліст: разом з командою — бронзовий (2010)[3],
- на командному чемпіонаті Європи (2009)[4].

Найвищий рейтинг Ело дотепер мав станом на 1 січня 2008 року, досягнувши 2632 пунктів, посідав тоді 92-ге місце в світовій класифікації ФІДЕ.

## Зміни рейтингу
| На цьому місці має відображатися графік чи діаграма, однак з технічних причин його відображення наразі вимкнено. Будь ласка, не видаляйте код, який викликає це повідомлення. Розробники вже працюють для того, щоби відновити штатне функціонування цього графіка або діаграми. | |
| | На цьому місці має відображатися графік чи діаграма, однак з технічних причин його відображення наразі вимкнено. Будь ласка, не видаляйте код, який викликає це повідомлення. Розробники вже працюють для того, щоби відновити штатне функціонування цього графіка або діаграми. |